# Флаг Эдмонтона
Флаг Эдмонтона — государственный флаг города Эдмонтон имеет герб на белом квадратном поле, окружённом светло-голубыми полями. Цвета флага, белый и синий, символизируют мир и воду реки Северного Саскачевана.

Бывший флаг, использовался с 1966 по 1986 год.

Флаг города впервые был утвержден Эдмонтонским городским советом (Edmonton City Council) 12 декабря 1966 года и был обновлен в 1986 году. На флаге изображена греческая богиня мудрости Афина. Флаг имеет аналогичную структуру c канадским флагом.